# アンドレイ・ルブリョフ

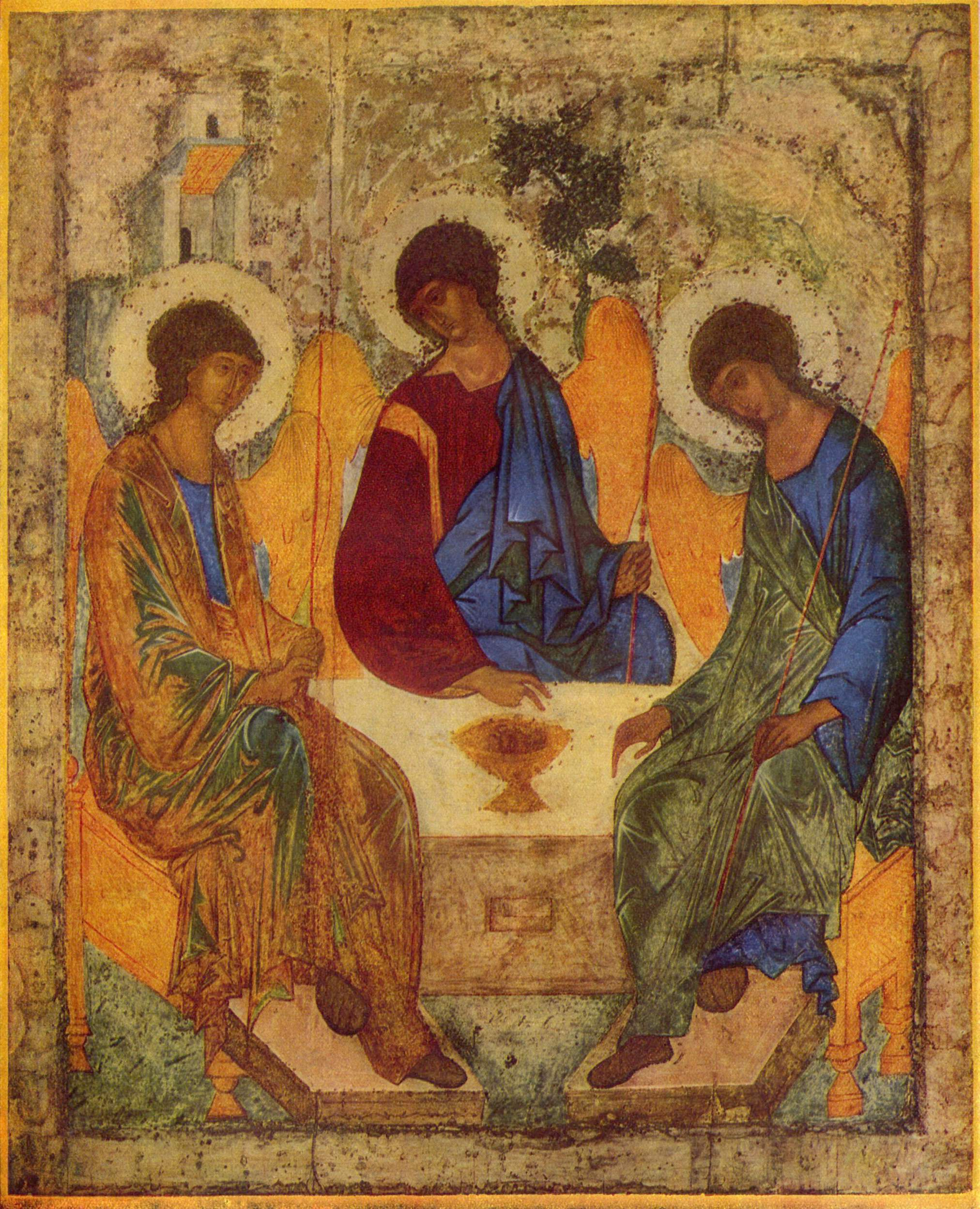
ルブリョフによるイコン『至聖三者』

アンドレイ・ルブリョフ（ロシア語:Андре́й Рублёвアンドリェーイ・ルブリョーフ；ラテン文字表記の例:Andrei Rublev、1360年頃 - 1430年）はロシアの修道士、15世紀ロシア、モスクワ派（ルブリョフ派）における最も重要な聖像画家（イコン画家）のひとりである。正教会では聖人とされ、記憶日は二つある（ユリウス暦：7月4日・1月29日、グレゴリオ暦換算：7月17日・2月11日）。
師にフェオファン・グレクがいる。

## 生涯
1405年頃修道士となりアンドレイの名を用いるようになった。

## 作品
彼の作品のうち、もっとも重要なものは、創世記17章に材を取った『至聖三者』（聖三位一体）のイコンである（114cm×112cm、板、テンペラ）。この作品は、もともと知人である修道士の瞑想のために描かれた。
古くから正教会では、旧約聖書の、アブラハムの許に3人の天使が訪れたという記述を「旧約における至聖三者の顕現の一つ」として捉えていた。イコンにも、アブラハムとサラによってもてなされる3人の天使の情景が描かれてきた。ルブリョフのイコンでは、3人の天使のみが取り出されて描かれているのが新しい特徴である。
後に（1511年頃?）ロシア正教会は教会会議でルブリョフの図像を、三位一体の唯一正当な聖像として認めるようになった。
また、至聖三者を描くとき、ルブリョフの至聖三者に倣うよう決定された経緯には、つぎのような出来事がある。
1551年にツァーリ・イヴァン4世（雷帝）が、府主教マカーリーら聖職者や公、大貴族など多数の聖俗の人々を集めて教会会議を開いた。このときの決定をまとめた書が『百章教会令』あるいは『百章』（ストグラーフ）で、数多くの写本が残っている。この書に、イコンについてツァーリの問いと高位聖職者たちの回答、決定が書かれている。
『百章』のなかで、イヴァン4世は、「聖なる尊きイコン」について、神の規則に基づき、その本質を描きとらねばならないとし、聖職者たちに問いかける。至聖三者のイコンの十字の位置や至聖三者の名が書かれた位置がばらばらである。これを今後どう描くか、審議せよ。
聖職者たちは、ギリシャの画家やアンドレイ・ルブリョフほか名だたる画家のように描くこと、至聖三者の文字はイコンの下方に記すこと、それらの規則を、自分の思いつきで変えてはならないと回答した。
正教会に属さないカトリックでもルブリョフの『至聖三者』を用いることがある。
『至聖三者』は1904年ごろ再発見、修復された。現在はトレチャコフ美術館蔵である。
彼の様式に倣った聖像画家の一派をルブリョフ派と呼ぶ。
彼を題材とした映画『アンドレイ・ルブリョフ』（1967年、監督：アンドレイ・タルコフスキー）は1969年カンヌ国際映画祭の国際批評家賞を受賞している。